# My Girlfriend Is a Gumiho
My Girlfriend Is a Gumiho (hangul: 내 여자친구는 구미호; rr: Nae Yeojachinguneun Gumiho; também conhecido como My Girlfriend is a Nine-Tailed Fox) é uma série sul-coreana exibida pela SBS em 2010, estrelada por Lee Seung-gi e Shin Min-a.

## Elenco

### Elenco principal
- Lee Seung-gi como Cha Dae-woong
- Shin Min-a como Gu Mi-ho
- No Min-woo como Park Dong-joo
- Sung Dong-il como Ban Doo-hong
- Yoon Yoo-sun como Cha Min-sook
- Byun Hee-bong como Cha Poong
- Park Hyomin como Ban Sun-nyeo

### Elenco de apoio
- Lee Jong-nam como Madam Kang
- Lee Seung-won como Lee Heon-nam
- Seo Hye-jin como empregado
- Min Joon-hyun como policial
- Jung Woon-taek como policial
- Lee Tae-woo como Cha Dae-woong (jovem)
- Han Min-gwan
- Oh Na-mi

## Exibição
| País          | Emissora                                       | Data de estreia        | Data de final           | Título                                                          | Número de episódios | Horário                                                                             |
| ------------- | ---------------------------------------------- | ---------------------- | ----------------------- | --------------------------------------------------------------- | ------------------- | ----------------------------------------------------------------------------------- |
| Coreia do Sul | SBS                                            | 11 de agosto de 2010   | 30 de setembro de 2010  | 내 여자친구는 구미호 (Nae Yeojachinguneun Gumiho)               | 16                  | Quarta e Quinta às 21h55                                                            |
| China         | CETV                                           | 21 de março de 2012    | 5 de abril de 2012      | 我的女友是九尾狐 (Wo De Nuyou Shi Jiu Wei Hu)                   |                     | Segunda a Sexta às 19h                                                              |
| China         | AHTV                                           | 17 de janeiro de 2014  | 27 de janeiro de 2014   | 我的女友是九尾狐 (Wo De Nuyou Shi Jiu Wei Hu)                   |                     | Sábado às 22h / Quinta e Sexta às 22h40                                             |
| Taiwan        | GTV                                            | 27 de dezembro de 2010 | 27 de janeiro de 2011   | 我的女友是九尾狐 (Wo De Nuyou Shi Jiu Wei Hu)                   |                     | Segunda a Sexta às 22h                                                              |
| Hong Kong     | Entertainment Channel/HD Entertainment Channel | 24 de janeiro de 2011  | 23 de fevereiro de 2011 | 我的女友是九尾狐 (Wo De Nuyou Shi Jiu Wei Hu)                   |                     | Segunda a Sexta às 24h                                                              |
| Hong Kong     | Entertainment Channel/HD Entertainment Channel | 17 de julho de 2012    | 15 de agosto de 2012    | 我的女友是九尾狐 (Wo De Nuyou Shi Jiu Wei Hu)                   |                     | Segunda a Sexta às 23h30                                                            |
| Hong Kong     | CABLE No.1 Channel                             | 19 de agosto de 2012   | 4 de novembro de 2012   | 我的女友是九尾狐 (Wo De Nuyou Shi Jiu Wei Hu)                   |                     | Domingo às 13h                                                                      |
| Singapura     | STAR TV                                        | 10 de abril de 2012    | 1 de maio de 2012       | 我的女友是九尾狐 (Wo De Nuyou Shi Jiu Wei Hu)                   |                     | Segunda a Sexta às 22h                                                              |
| Japão         | TBS                                            | 25 de março de 2011    | 18 de abril de 2011     | 僕の彼女は九尾狐＜クミホ＞ (Boku no Kanojo Wa Kyubiko <Kumiho>) |                     |                                                                                     |
| Filipinas     | ABS-CBN                                        | 9 de maio de 2011      | 17 de junho de 2011     | My Girlfriend is a Gumiho                                       | 30                  | Segunda a Sexta às 17h15                                                            |
| Filipinas     | ABS-CBN                                        | 24 de março de 2014    | 25 de abril de 2014     | My Girlfriend is a Gumiho                                       | 23                  | Segunda a Sexta às 17h15 (a partir de 7 de abril de 2014, Segunda a Sexta às 15h45) |
| Indonésia     | Indosiar                                       | 19 de outubro de 2011  | 3 de novembro de 2011   | My Girlfriend is a Gumiho                                       |                     |                                                                                     |
| Indonésia     | LBS TV                                         | 1 de julho de 2013     | 2013                    | My Girlfriend is a Gumiho                                       |                     | Segunda a Sexta às 14h                                                              |

## Audiência
| Data       | Episódio | Em todo o país | Seul  |
| ---------- | -------- | -------------- | ----- |
| 2010-08-11 | 1        | 12.7%          | 13.0% |
| 2010-08-12 | 2        | 12.6%          | 13.1% |
| 2010-08-18 | 3        | 14.6%          | 14.9% |
| 2010-08-19 | 4        | 14.1%          | 14.0% |
| 2010-08-25 | 5        | 14.0           | 14.1% |
| 2010-08-26 | 6        | 14.2%          | 14.1% |
| 2010-09-01 | 7        | 13.4%          | 13.4% |
| 2010-09-02 | 8        | 13.4%          | 13.6% |
| 2010-09-08 | 9        | 13.2%          | 12.8% |
| 2010-09-09 | 10       | 12.3%          | 12.6% |
| 2010-09-15 | 11       | 13.0%          | 12.8% |
| 2010-09-16 | 12       | 10.7%          | 10.4% |
| 2010-09-23 | 13       | 20.9%          | 21.3% |
| 2010-09-23 | 14       | 20.9%          | 21.3% |
| 2010-09-29 | 15       | 18.6%          | 18.6% |
| 2010-09-30 | 16       | 21.3%          | 21.0% |
| Média      | Média    | 15%            | 15%   |

Fonte: TNS Media Korea novembro de 2012

## Trilha sonora
1. Losing My Mind - Lee Seung-gi
2. Fox Rain - Lee Sun-hee
3. The Person I Love - Lee Seul-bi
4. Oh La La - Kim Gun-mo
5. Two as One - Lyn
6. Sha La La - Shin Min-a
7. Trap - No Min-woo
8. Look at Me - Park Hong
9. I Can Give You All - Shin Min-a
10. Fox Rain (versão acústica) - Lee Sun-hee

## Prêmios e indicações
| Ano  | Prêmio                           | Categoria                                     | Beneficiário                       | Resulto  | Ref         |
| ---- | -------------------------------- | --------------------------------------------- | ---------------------------------- | -------- | ----------- |
| 2010 | MelOn Music Awards               | Bonsang - Top 10 Artist                       | "Losing My Mind" - Lee Seung-gi    | Venceu   | [ 1 ] [ 2 ] |
| 2010 | MelOn Music Awards               | Melhor canção trilha sonora                   | "Losing My Mind" - Lee Seung-gi    | Venceu   | [ 1 ] [ 2 ] |
| 2010 | SBS Drama Awards                 | Prêmio de Excelência, Ator em Drama Especial  | Lee Seung-gi                       | Venceu   | [ 3 ]       |
| 2010 | SBS Drama Awards                 | Prêmio de Excelência, Atriz em Drama Especial | Shin Min-a                         | Venceu   | [ 3 ]       |
| 2010 | SBS Drama Awards                 | Nova concessão da estrela                     | No Min-woo                         | Venceu   | [ 3 ]       |
| 2010 | SBS Drama Awards                 | Top 10 Stars                                  | Lee Seung-gi                       | Venceu   | [ 3 ]       |
| 2010 | SBS Drama Awards                 | Top 10 Stars                                  | Shin Min-a                         | Venceu   | [ 3 ]       |
| 2010 | SBS Drama Awards                 | Prêmio de Melhor Casal                        | Lee Seung-gi e Shin Min-a          | Venceu   | [ 3 ]       |
| 2011 | Seoul International Drama Awards | Melhor Drama                                  | My Girlfriend Is a Nine-Tailed Fox | Indicado | [ 4 ]       |
| 2012 | USTv Students' Choice Awards     | Melhor série de televisão estrangeira         | My Girlfriend Is a Nine-Tailed Fox | Venceu   | [ 5 ]       |